# II. třída okresu Jindřichův Hradec
Okresní přebor jindřichohradeckého okresu patří společně s ostatními mezi osmé nejvyšší fotbalové soutěže v Česku. Je řízen Okresním fotbalovým svazem Jindřichův Hradec. Hraje se každý rok od léta do jara se zimní přestávkou. Účastní se ji 12 týmů z okresu Jindřichův Hradec. Každý s každým hraje jednou na domácím hřišti a jednou na hřišti soupeře, celkem se tedy hraje 26 kol. Nejlepší tým na konci sezóny postupuje do I. B třídy Jihočeského kraje, poslední sestupuje do III. třídy.

## Vítězové
| Ročník    | Vítězný tým                   |  |
| --------- | ----------------------------- |  |
| 2003/2004 | TJ Sokol Stráž nad Nežárkou   |  |
| 2004/2005 | FK Sokol Třebětice            |  |
| 2005/2006 | TJ Sokol Slavonice            |  |
| 2006/2007 | TJ Nová Včelnice              |  |
| 2007/2008 | Lokomotiva České Velenice     |  |
| 2008/2009 | TJ Kunžak                     |  |
| 2009/2010 | Blesk Klikov                  |  |
| 2010/2011 | TJ Kunžak                     |  |
| 2011/2012 | Lokomotiva České Velenice     |  |
| 2012/2013 | FK Jindřichův Hradec 1910 „B“ |  |
| 2013/2014 | Jiskra Chlum u Třeboně        |  |
| 2014/2015 | TJ Slovan Břilice             |  |
| 2015/2016 | TJ Sokol Slavonice            |  |
| 2016/2017 | Blesk Klikov                  |  |
| 2017/2018 | Lokomotiva České Velenice     |  |
| 2018/2019 | AC BUK                        |  |
| 2019/2020 | Sokol Suchdol nad Lužnicí „B“ |  |
| 2020/2021 | SK Novosedly nad Nežárkou     |  |
| 2021/2022 | TJ Sokol Slavonice            |  |
| 2022/2023 | TJ Sokol Stráž nad Nežárkou   |  |
| 2023/2024 | TJ Jiskra Strmilov            |  |